# تام بیشوف
تام بیسچوف (انگلیسی: Tom Bischof؛ زادهٔ ۲۸ ژوئن ۲۰۰۵) بازیکن فوتبال اهل آلمان است که در باشگاه فوتبال بایرن مونیخ بازی می‌کند.
وی همچنین در تیم‌های ملی فوتبال آلمان زیر ۱۶ سال و جوانان آلمان بازی کرده‌است.